# 3954 Mendelssohn
3954 Mendelssohn eller 1987 HU är en asteroid i huvudbältet som upptäcktes den 24 april 1987 av den tyske astronomen Freimut Börngen vid Tautenburg-observatoriet. Den har fått sitt namn efter den tyske kompositören Felix Mendelssohn.
Asteroiden har en diameter på ungefär 3 kilometer.